# Ezekiel Henty
Ezekiel Henty (Lagos, 13 maggio 1993) è un calciatore nigeriano, attaccante del Maccabi Bnei Reineh.

## Carriera
Nel settembre 2012 approda al Milan, dove ha inizialmente militato nella squadra Primavera. Non trovando poi spazio in prima squadra, comincia ad andare a giocare in prestito altrove.
Nel luglio 2013 passa allo Spezia, dove tra campionato di Serie B e Coppa Italia segna un gol in 6 presenze. I liguri a gennaio 2014 lo rispediscono a Milano, da dove riparte nuovamente a titolo temporaneo per approdare al Perugia, in Prima Divisione. Neanche in Umbria trova particolare fortuna, con 2 gol in 12 presenze, contribuendo comunque da comprimario al double composto da campionato e supercoppa di categoria. 
Nell'estate 2014 viene mandato ancora in prestito, stavolta in Slovenia al Gorica, in cui segna 2 gol in 13 presenze. Nonostante un bottino realizzativo non particolarmente cospicuo, Henty convince un'altra squadra slovena a puntare su di lui; nel gennaio 2015 il nigeriano si trasferisce nuovamente in prestito all'Olimpia Lubiana, che poi lo riscatterà in estate dal Milan per 150 000 euro, e dove l'attaccante mette a segno 13 gol in 36 presenze, vincendo il titolo nazionale. Nel club della capitale slovena trova continuità e un buon bottino di reti.
Nel febbraio 2016 si trasferisce in Russia alla Lokomotiv Mosca, che lo preleva per circa 5 milioni di euro.

## Statistiche

### Presenze e reti nei club
Statistiche aggiornate al 25 febbraio 2024.
| Stagione                 | Squadra                  | Campionato               | Campionato | Campionato | Coppe nazionali | Coppe nazionali | Coppe nazionali | Coppe continentali | Coppe continentali | Coppe continentali | Altre coppe | Altre coppe | Altre coppe | Totale | Totale |
| Stagione                 | Squadra                  | Comp                     | Pres       | Reti       | Comp            | Pres            | Reti            | Comp               | Pres               | Reti               | Comp        | Pres        | Reti        | Pres   | Reti   |
| ------------------------ | ------------------------ | ------------------------ | ---------- | ---------- | --------------- | --------------- | --------------- | ------------------ | ------------------ | ------------------ | ----------- | ----------- | ----------- | ------ | ------ |
| 2013-gen. 2014           | Spezia                   | B                        | 6          | 1          | CI              | 0               | 0               | -                  | -                  | -                  | -           | -           | -           | 6      | 1      |
| gen.-giu. 2014           | Perugia                  | 1D                       | 10         | 1          | CI+CI-LP        | -               | -               | -                  | -                  | -                  | SdL-1D      | 2           | 1           | 12     | 2      |
| 2014-gen. 2015           | Gorica                   | 1.SNL                    | 10         | 2          | CS              | 3               | 1               | -                  | -                  | -                  | -           | -           | -           | 13     | 3      |
| gen.-giu. 2015           | Olimpia Lubiana          | 1.SNL                    | 14         | 4          | CS              | -               | -               | -                  | -                  | -                  | -           | -           | -           | 14     | 4      |
| 2015-feb. 2016           | Olimpia Lubiana          | 1.SNL                    | 21         | 8          | CS              | 3               | 2               | -                  | -                  | -                  | -           | -           | -           | 24     | 10     |
| Totale Olimpia Lubiana   | Totale Olimpia Lubiana   | Totale Olimpia Lubiana   | 35         | 12         |                 | 3               | 2               |                    | -                  | -                  |             | -           | -           | 38     | 14     |
| feb.-giu. 2016           | Lokomotiv Mosca          | PL                       | 10         | 0          | KR              | -               | -               | UEL                | 0                  | 0                  | SR          | -           | -           | 10     | 0      |
| 2016-gen. 2017           | Lokomotiv Mosca          | PL                       | 7          | 1          | KR              | 2               | 0               | -                  | -                  | -                  | -           | -           | -           | 9      | 1      |
| Totale Lokomotiv Mosca   | Totale Lokomotiv Mosca   | Totale Lokomotiv Mosca   | 17         | 1          |                 | 2               | 0               |                    | 0                  | 0                  |             | -           | -           | 19     | 1      |
| gen.-giu. 2017           | Baniyas                  | PL                       | 12         | 5          | -               | -               | -               | -                  | -                  | -                  | -           | -           | -           | 12     | 5      |
| 2017-feb. 2018           | Fehérvár                 | NB1                      | 15         | 5          | MK              | 1               | 0               | UEL                | 4                  | 0                  | -           | -           | -           | 20     | 5      |
| feb.-giu. 2018           | Puskás Akadémia          | NB1                      | 11         | 3          | MK              | 6               | 3               | -                  | -                  | -                  | -           | -           | -           | 17     | 6      |
| 2018-2019                | Osijek                   | 1.HNL                    | 17         | 4          | CC              | 2               | 1               | UEL                | 3                  | 0                  | -           | -           | -           | 22     | 5      |
| 2019-gen. 2020           | Puskás Akadémia          | NB1                      | 12         | 7          | MK              | 1               | 0               | -                  | -                  | -                  | -           | -           | -           | 13     | 7      |
| Totale Puskás Akadémia   | Totale Puskás Akadémia   | Totale Puskás Akadémia   | 23         | 10         |                 | 7               | 3               |                    | -                  | -                  |             | -           | -           | 30     | 13     |
| gen.-giu. 2020           | Slovan Bratislava        | SL                       | 4+1        | 0          | CS              | 2               | 0               | -                  | -                  | -                  | -           | -           | -           | 7      | 0      |
| 2020-2021                | Slovan Bratislava        | SL                       | 7+8        | 0+3        | CS              | 6               | 4               | -                  | -                  | -                  | -           | -           | -           | 21     | 7      |
| 2021-gen. 2022           | Slovan Bratislava        | SL                       | 18         | 9          | CS              | 2               | 0               | UCL+UEL+UECL       | 4+4+6              | 1+2                | -           | -           | -           | 34     | 14     |
| Totale Slovan Bratislava | Totale Slovan Bratislava | Totale Slovan Bratislava | 38         | 12         |                 | 10              | 4               |                    | 14                 | 5                  |             | -           | -           | 62     | 21     |
| gen.-giu. 2022           | Al-Hazem                 | SPL                      | 9          | 0          | KC              | -               | -               | -                  | -                  | -                  | -           | -           | -           | 9      | 0      |
| 2022-2023                | Apollōn Limassol         | A                        | 21+3       | 2          | CC              | 1               | 0               | UEL+UECL           | 2+5                | 0                  | -           | -           | -           | 32     | 2      |
| 2023-gen. 2024           | AEL Limassol             | A                        | 10         | 2          | CC              | 0               | 0               | -                  | -                  | -                  | -           | -           | -           | 10     | 2      |
| gen.-giu. 2024           | Ashdod                   | Lh                       | 7          | 2          | CI+CdL          | 1+0             | 0               | -                  | -                  | -                  | -           | -           | -           | 8      | 2      |
| Totale carriera          | Totale carriera          | Totale carriera          | 233        | 59         |                 | 30              | 11              |                    | 28                 | 5                  |             | 2           | 1           | 293    | 76     |

## Palmarès
- Lega Pro Prima Divisione: 1

Perugia: 2013-2014 (Girone B)
- Supercoppa di Lega di Prima Divisione: 1

Perugia: 2014
- Campionato sloveno: 1

Olimpia Lubiana: 2015-2016
- Campionato slovacco: 1

Slovan Bratislava: 2020-2021
- Coppa di Slovacchia: 1

Slovan Bratislava: 2020-2021